# Щітки (конярство)

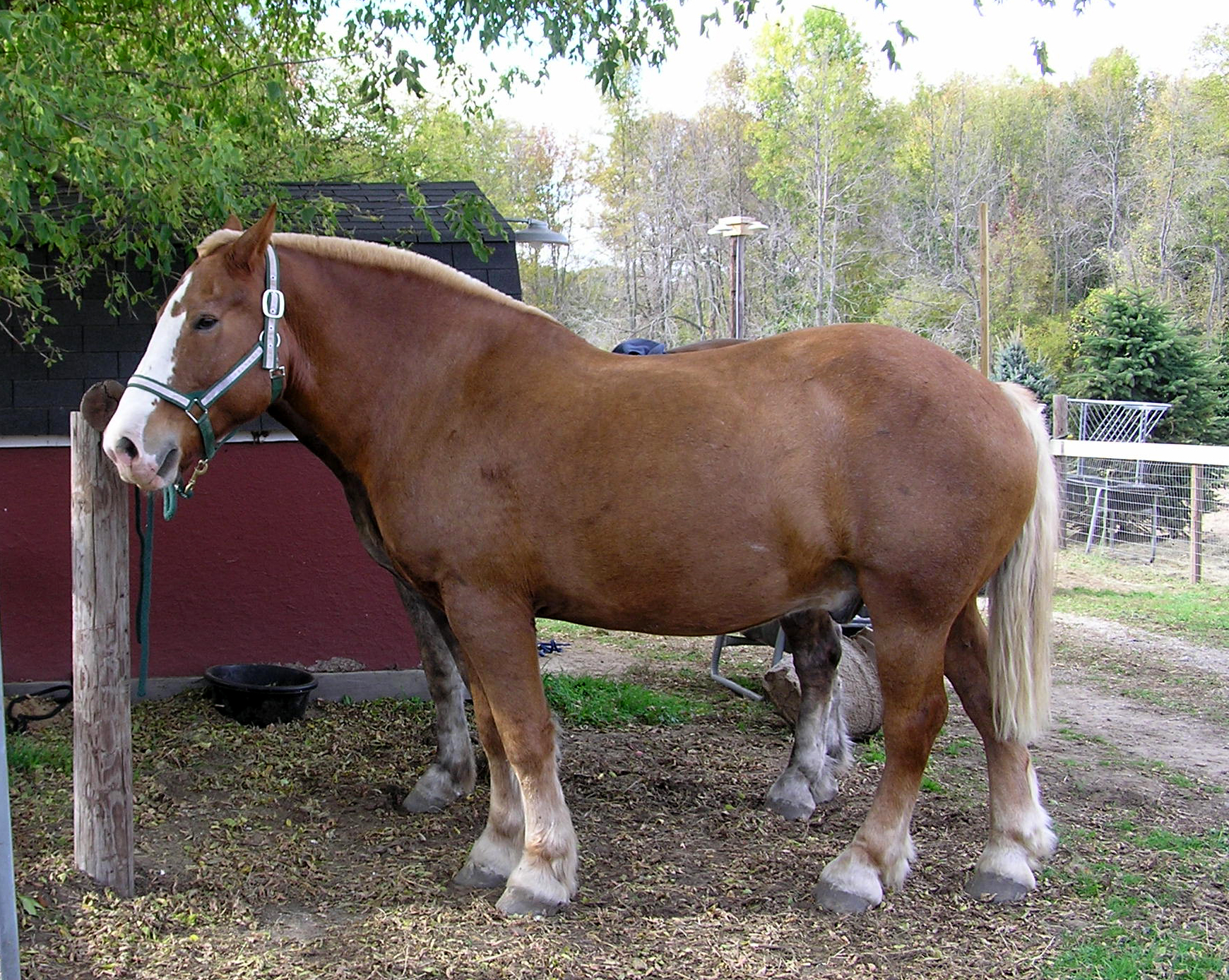
Бельгійський робочий кінь із щітками на ногах

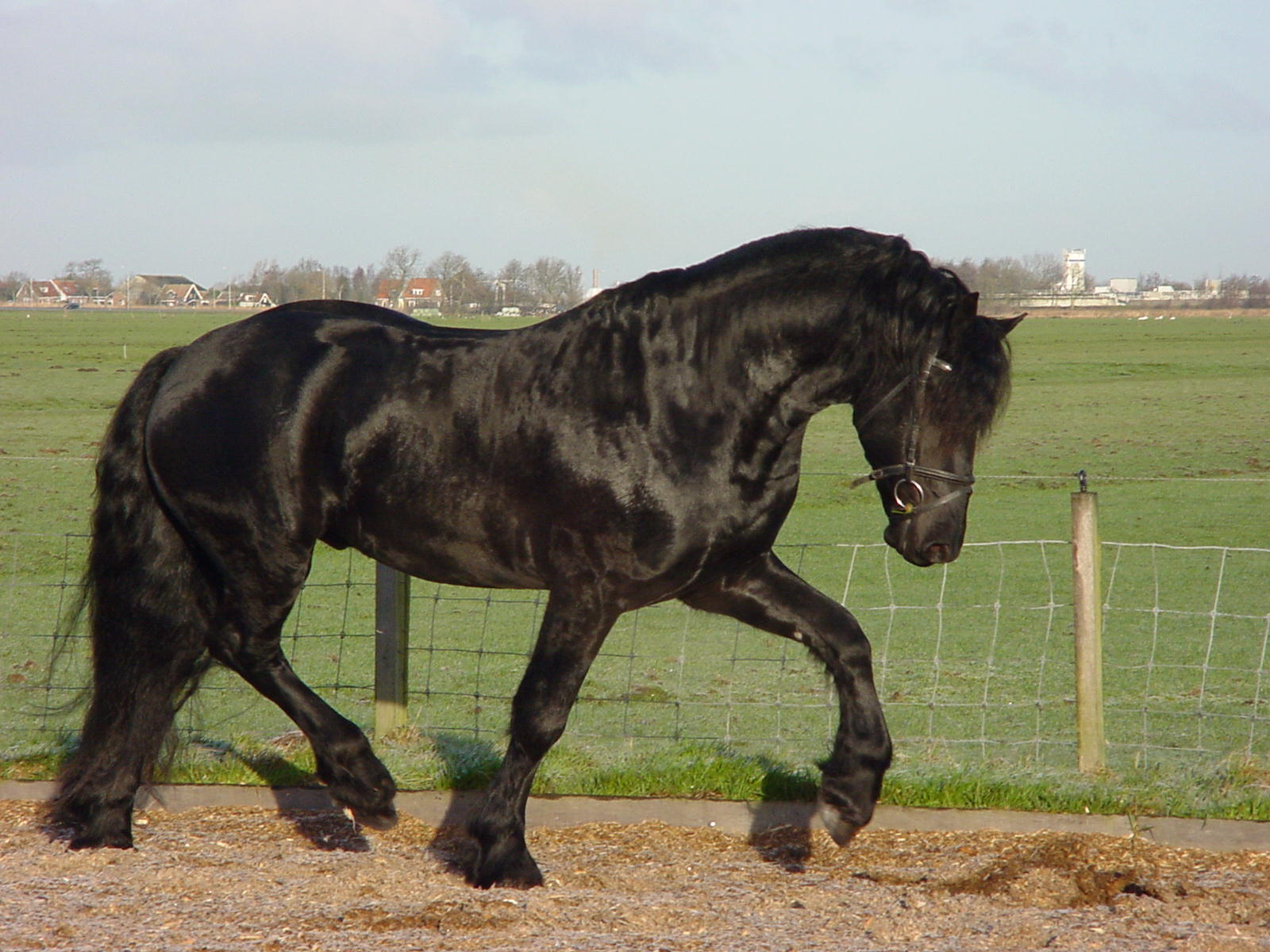
Фризький кінь із фрізами на ногах

Щітки — у коней пучки захисного волосу у нижній частині п’ястя і плесни в зоні шпор. Добре розвинені у запряжних коней, особливо ваговозів. У деяких порід вони розростаються до зап’ясного і скакального суглобів і звуться фрізи. Ні щітки, ні фрізи не стрижуть і не обрізають.
Рогові утворення на шкірі в основі щіток називаються шпорами.